# Клод II Омальский
Клод II Омальский (Клод д’Омаль) (фр. Claude II d’Aumale, Claude de Loraine; 18 августа 1526, Жуанвиль — 3 марта 1573, под Ла-Рошелью) — французский военачальник, 2-й герцог Омальский (д’Омаль), маркиз де Майенн с 1550 года, пэр Франции (1550 год), третий сын Клода Лотарингского (1496—1550), 1-го герцога де Гиза, и Антуанетты де Бурбон-Вандом (1493—1583). Младший брат Франсуа I Лотарингского (1519—1563), 2-го герцога де Гиза.

## Биография
В апреле 1550 года после смерти Клода Лотарингского, первого герцога де Гиза, его старший сын Франсуа Лотарингский, герцог Омальский, унаследовал титулы герцога де Гиза, а его младший брат Клод Лотарингский стал герцогом Омальским и маркизом де Майенн.
Участник войн с Англией и Священной Римской империей. Король Франции Генрих II назначил герцога Клода Омальского губернатором Бургундии. В 1563 году после гибели старшего брата, Клод Омальский стал одним из лидеров католической партии.
В марте 1573 года 46-летний Клод Лотарингский, герцог Омальский, погиб во время Четвёртой гугенотской войны, при осаде Ла-Рошели.

## Семья и дети
1 августа 1547 года Клод Омальский женился на Луизе де Брезе (1521—1577), сеньоре де Анет, дочери Людовика де Брезе, графа де Мольврье, и Дианы де Пуатье (1500—1566). Дети:
- Генрих (1549—1559), граф де Валентинуа
- Екатерина Ромула (1550—1606), жена с 11 мая 1569 года Никола Лотарингского, герцога де Меркера
- Мадлен Диана (родилась в 1554 и умерла в детстве)
- Шарль (1555—1631), герцог Омальский (1573—1595)
- Диана (1558—1586), жена с 13 ноября 1576 года Франсуа де Люксембурга, герцога де Пине
- Антуанетта (род. 1550 и умерла в детстве)
- Антуанетта Луиза (1561—1643), аббатиса де Суассон
- Антуан (род. 1562 и умер в детстве)
- Клод (1564—1591), шевалье д’Омаль, аббат St.-Pere-en-Valle в Шартре
- Шарль (1566—1568)
- Мария (1565—1627), аббатиса де Шель